# Volnay (AOC)
Pour les articles homonymes, voir Volnay.
Le volnay, est un vin français d'appellation d'origine contrôlée, produit sur la majeure partie de la commune de Volnay et une petite partie de la commune de Meursault, en Côte-d'Or.
Il est classé parmi les appellations communales du vignoble de la côte de Beaune.

## Histoire

### Période antique
L’édit de l'empereur romain Domitien, en 92, interdisait la plantation de nouvelles vignes hors d’Italie ; il fit arracher partiellement les vignes en Bourgogne afin d’éviter la concurrence. Le vignoble résultant suffisait aux besoins locaux. Mais Probus annula cet édit en 280. En 312, un disciple d'Eumène rédigea la première description du vignoble de la Côte d'Or.

### Période médiévale

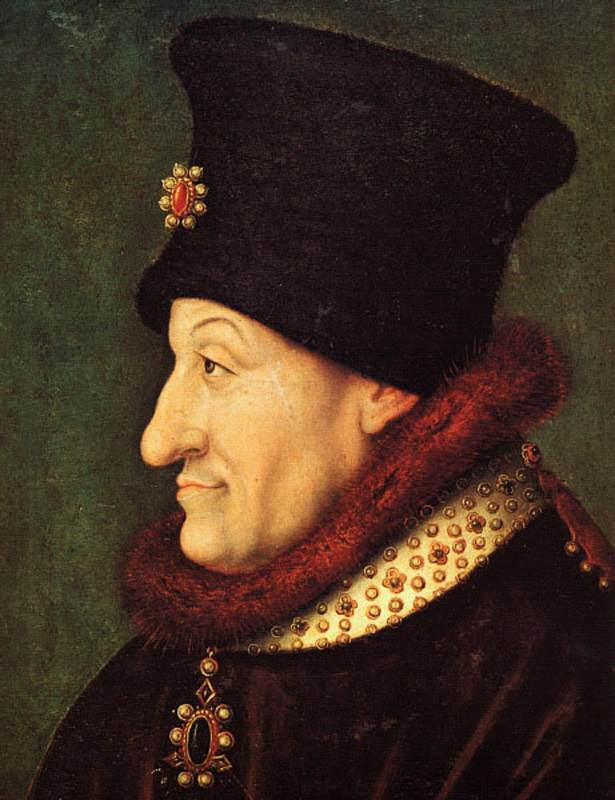
Philippe II le Hardi.

Dès le début du VIe siècle, l’implantation du christianisme avait favorisé l’extension de la vigne par la création d’importants domaines rattachés aux abbayes. Ainsi l'abbaye de Cîteaux (créée en 1098) avec des plantations en Côte-d'Or. En 1395, Philippe II le Hardi décida d’améliorer la qualité des vins et interdit la culture du gamay au profit du pinot noir dans ses terres. Enfin en 1416, Charles VI fixa par un édit les limites de production du vin de Bourgogne. À la mort de Charles le Téméraire, le vignoble de Bourgogne fut rattaché à la France, sous le règne de Louis XI.

### Période moderne
Aussi, en 1700, l'intendant Ferrand rédigea-t-il un Mémoire pour l'instruction du duc de Bourgogne lui indiquant que dans cette province les vins les meilleurs provenaient des « vignobles [qui] approchent de Nuits et de Beaune ».

### Période contemporaine

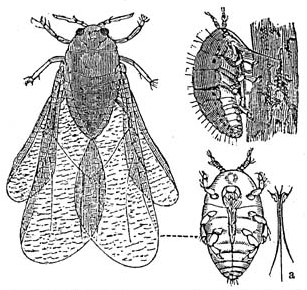
Phylloxéra.

#### XIXesiècle
Dans les décennies 1830-1840, la pyrale survint et attaqua les feuilles de la vigne. Elle fut suivie d'une maladie cryptogamique, l'oïdium. Le millésime 1865 a donné des vins aux teneurs naturelles en sucres très élevées et des vendanges assez précoces.
À la fin de ce siècle arrivent deux nouveaux fléaux de la vigne. Le premier fut le mildiou, autre maladie cryptogamique, le second le phylloxéra. Cet insecte térébrant venu d'Amérique mit très fortement à mal le vignoble. Après de longues recherches, on finit par découvrir que seul le greffage permettrait à la vigne de pousser en présence du phylloxéra. 

#### XXesiècle
Le mildiou provoque un désastre considérable en 1910.
Henri Gouges avait rejoint au niveau national le combat mené par le sénateur Joseph Capus et le baron Pierre Le Roy de Boiseaumarié qui allait aboutir à la création des appellations d'origine contrôlée. Il devint le bras droit du baron à l'INAO. Ainsi cette AOC fut créée par le décret du 9 septembre 1937. 
Les techniques en viticulture et œnologie ont bien évolué depuis 50 ans (vendange en vert, table de triage, cuve en inox, pressoir électrique puis pneumatique, enjambeur qui remplace le cheval dans les années 1960-1970).

#### XXIesiècle
Avec la canicule de 2003, les vendanges débutèrent pour certains domaines cette année-là à la mi-août, soit avec un mois d'avance, des vendanges très précoces qui ne s'étaient pas vues depuis 1422 et 1865 d'après les archives.

### Étymologie
Son origine viendrait peut-être du nom d’un homme : Volumnius, ou bien serait formé du radical celtique 'vol', introduisant une notion de rondeur, probablement dû à la position géographique de Volnay.

## Situation géographique
L'aire d'appellation du volnay se situe en France, dans la région Bourgogne, plus précisément dans le département de la Côte-d'Or, sur la commune de Volnay, à 5 kilomètres au sud-ouest de la ville de Beaune, entre les communes de Pommard au nord et de Meursault au sud.

### Géologie et orographie
En haut de la Côte, le sol est calcaire, sur un calcaire blanc de l'Argovien ; en milieu de côte on passe sur un calcaire du Bathonien et la couche d'oolithes ferrugineux ; le piedmont est plus argileux avec des sols profonds.

### Climatologie
C'est un climat tempéré à légère tendance continentale.
Pour la ville de Dijon (316 mètres), les valeurs climatiques jusqu'à 1990 sont :
| Mois                              | jan. | fév. | mars | avril | mai  | juin | jui. | août | sep. | oct. | nov. | déc. | année |
| --------------------------------- | ---- | ---- | ---- | ----- | ---- | ---- | ---- | ---- | ---- | ---- | ---- | ---- | ----- |
| Température minimale moyenne (°C) | −1   | 0,1  | 2,2  | 5     | 8,7  | 12   | 14,1 | 13,7 | 10,9 | 7,2  | 2,5  | −0,2 | 6,3   |
| Température moyenne (°C)          | 1,6  | 3,6  | 6,5  | 9,8   | 13,7 | 17,2 | 19,7 | 19,1 | 16,1 | 11,3 | 5,6  | 2,3  | 10,5  |
| Température maximale moyenne (°C) | 4,2  | 7    | 10,8 | 14,7  | 18,7 | 22,4 | 25,3 | 24,5 | 21,3 | 15,5 | 8,6  | 4,8  | 14,8  |
| Précipitations (mm)               | 49,2 | 52,5 | 52,8 | 52,2  | 86,3 | 62,4 | 51   | 65,4 | 66,6 | 57,6 | 64,2 | 62   | 732,2 |

## Vignoble

### Présentation

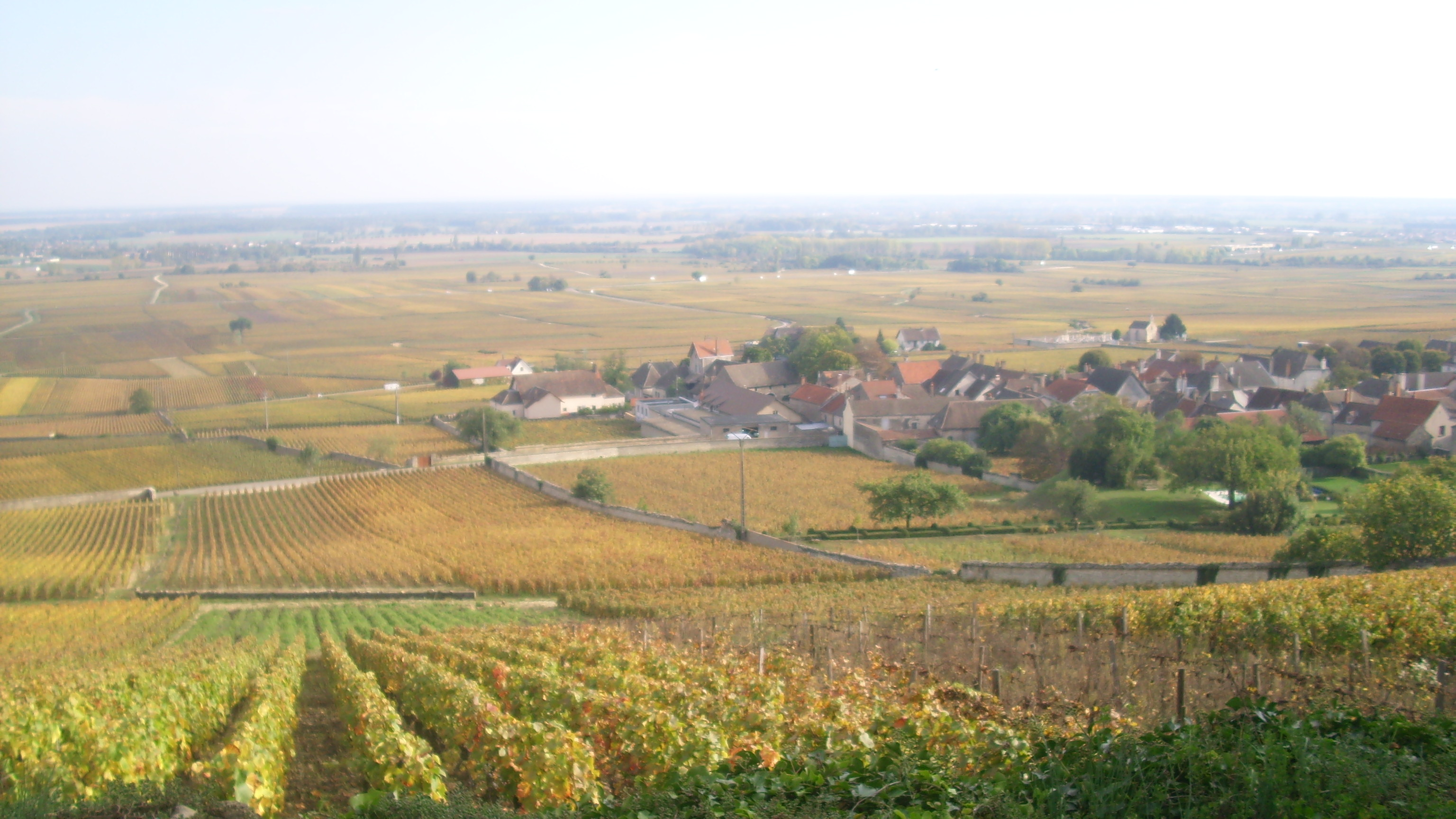
Vue d'une partie du vignoble de Volnay.

Volnay est un petit village qui compte 300 habitants pour une cinquantaine d'exploitations viticoles.
L'aire d'appellation s'étend sur 213 hectares dont 126 hectares classés en premier cru. Sa production représente 8 400 hectolitres dont 4 655 hectolitres en premier cru.
Sa particularité est que 29 hectares situés sur la commune de Meursault (climat Les Santenots) peuvent prétendre à l'appellation volnay premier cru si le cépage utilisé est du pinot noir. 34 climats sont classés en premier cru.
Le nom de l'appellation volnay peut être suivi soit de premier cru ou du nom du climat d’origine ou de l’un et de l’autre, soit du seul nom du climat pour les vins provenant de parcelles non classées en premier cru.
Le volnay n'est vinifié qu'en vin rouge.

### Climats
Sont classés comme premiers crus les climats suivants :
| - Pitures Dessus : comprenant les lieux-dits Chanlin (en partie) et Pitures Dessus - Lassolle - Clos des Ducs - Le village : Le village (en partie) - Clos de la Cave des Ducs : Le village (en partie) - Clos de l'Audignac : Le village (en partie) - Clos de la Chapelle : Le village (en partie) - Clos du Château des Ducs : Le village (en partie) - Clos de la Rougeotte : Le village (en partie) - Frémiets - clos de la Rougeotte : Frémiets (en partie) - Frémiets - Clos de la Barre : La Barre - Clos de la Bousse-d'Or : Bousse-d'Or et Le village (en partie) - Les Brouillards - Les Mitans : Les Mitans, En l'Ormeau (en partie) et Les Grands Champs (en partie) - Les Angles : Les Angles (en partie) et Pointes d'Angles | - La Gigotte - Les Lurets - Robardelle - Carelle sous la Chapelle : Carelle sous la Chapelle (en partie) et Carelle Dessous (en partie) - Le Ronceret : Le Ronceret et Les Aussy (en partie) - Champans : En Champans - Les Caillerets : lieux-dits Cailleret Dessus (en partie) et En Cailleret - Clos des 60 Ouvrées : lieu-dit Cailleret Dessus (en partie) - En Chevret - Taille Pieds - Clos du Verseuil : lieu-dit En Verseuil - Clos des Chênes - Le clou des chênes. - Santenots (sur Meursault) : lieux-dits Les Santenots Blancs, Les Plures (en partie), Les Santenots du Milieu, Les Santenots Dessous et Les Vignes Blanches (en partie). |

### Encépagement
Les volnay sont issus du pinot noir N, le décret autorisant accessoirement un assemblage avec du chardonnay B, du pinot blanc B et du pinot gris G.
Le pinot noir compose presque exclusivement les vins rouges de l'AOC. Il est constitué de petites grappes denses, en forme de cône de pin composées de grains ovoïdes, de couleur bleu sombre. C'est un cépage délicat, qui est sensible aux principales maladies et en particulier au mildiou, au rougeot parasitaire, à la pourriture grise (sur grappes et sur feuilles), et aux cicadelles. Ce cépage, qui nécessite des ébourgeonnages soignés, a tendance à produire un nombre important de grapillons. Il profite pleinement du cycle végétatif pour mûrir en première époque. Le potentiel d'accumulation des sucres est élevé pour une acidité juste moyenne et parfois insuffisante à maturité. Les vins sont assez puissants, riches, colorés, de garde. Ils sont moyennement tanniques en général.

### Méthodes culturales

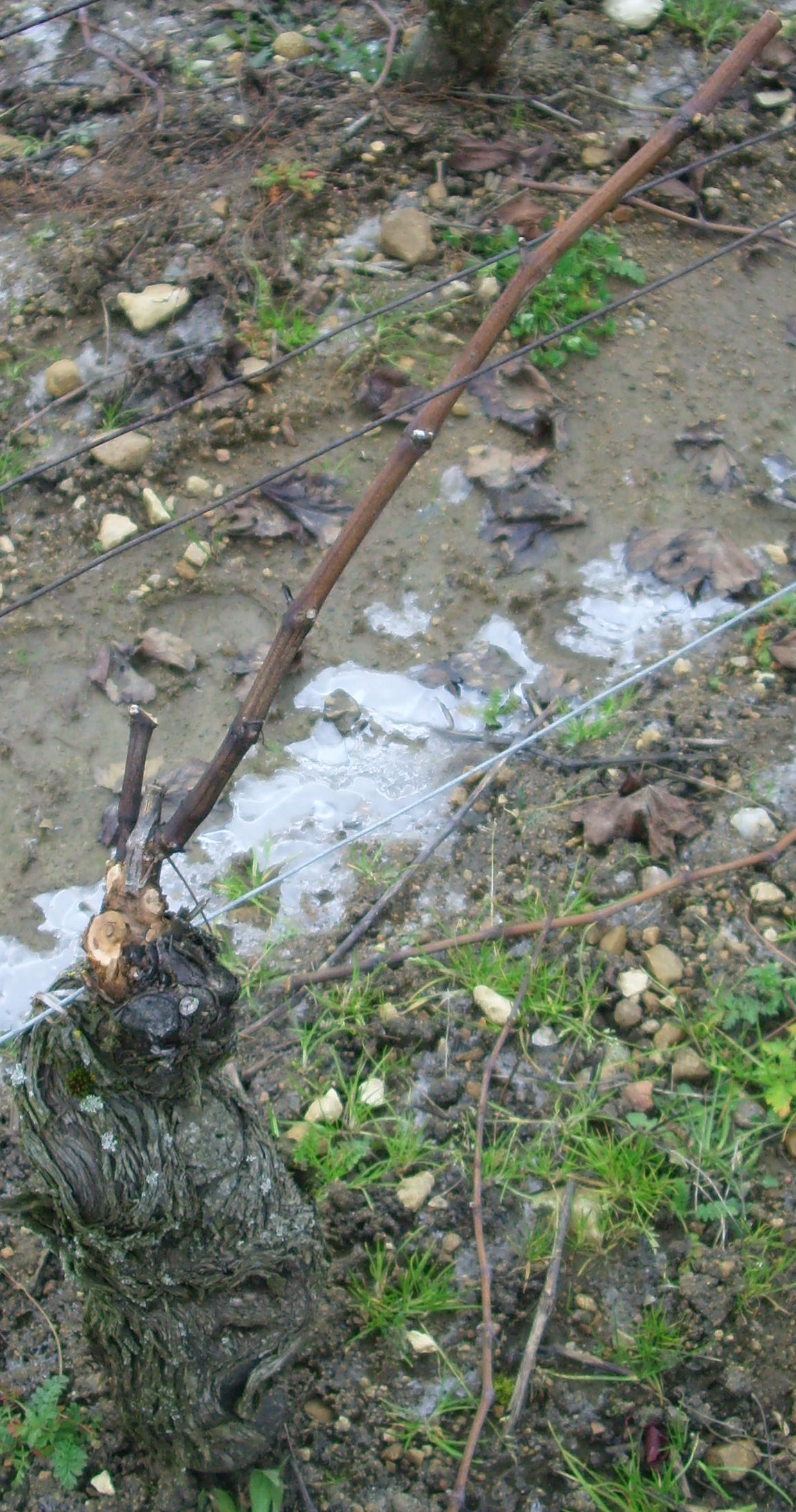
Pied de vigne taillé en guyot simple.

#### Travail manuel
Ce travail commence par la taille, en « guyot simple », avec une baguette de cinq à huit yeux et un courson de un à trois yeux. Le tirage des sarments suit la taille. Les sarments sont enlevés et peuvent être brûlés ou mis au milieu du rang pour être broyés. On passe ensuite aux réparations. Puis vient le pliage des baguettes. Éventuellement, après le pliage des baguettes, une plantation de nouvelles greffes est réalisée. L'ébourgeonnage peut débuter dès que la vigne a commencé à pousser. Cette méthode permet, en partie, de réguler les rendements. Le relevage est pratiqué lorsque la vigne commence à avoir bien poussé. En général, deux à trois relevages sont pratiqués. La vendange en vert est pratiquée de plus en plus dans cette appellation. Cette opération est faite dans le but de réguler les rendements et surtout d'augmenter la qualité des raisins restants. Pour finir avec le travail manuel à la vigne, se réalise l'étape importante des vendanges.

#### Travail mécanique
L'enjambeur est d'une aide précieuse. Les différents travaux se composent du broyage des sarments, réalisé lorsque les sarments sont tirés et mis au milieu du rang. De trou fait à la tarière, là où les pieds de vignes sont manquants, en vue de planter des greffes au printemps. De labourage ou griffage, réalisé dans le but d'aérer les sols et de supprimer des mauvaises herbes. De désherbage fait chimiquement pour éliminer les adventices. De plusieurs traitements des vignes, réalisés dans le but de les protéger contre certaines maladies cryptogamiques (mildiou, oïdium, pourriture grise, etc.) et certains insectes (eudémis et cochylis). De plusieurs rognages consistant à recéper ou couper les branches de vignes (rameaux) qui dépassent du système de palissage. Des vendanges mécaniques se réalisant avec une machine à vendanger ou une tête de récolte montée sur un enjambeur.

### Rendements
Les rendements visés sont de 50 à 58 hectolitres par hectare  et de 48 à 56 pour les premiers crus.

## Vins

### Titres alcoométriques
| AOC                           | Rouge   | Rouge   |
| Titre alcoométrique volumique | minimal | maximal |
| Village                       | 10,5 %  | 13,5 %  |
| Premier cru                   | 11 %    | 14 %    |

### Vinification et élevage
Voici les méthodes générales de vinification de cette appellation. Il existe cependant des petites différences de méthode entre les différents viticulteurs et négociants.
La récolte des raisins se fait à maturité et de façon manuelle ou mécanique. La vendange manuelle est le plus souvent triée, soit à la vigne soit à la cave avec une table de tri, ce qui permet d'enlever les grappes pourries ou insuffisamment mûres. La vendange manuelle est généralement éraflée puis mise en cuve. Une macération pré-fermentaire à froid est quelquefois pratiquée. La fermentation alcoolique peut démarrer, le plus souvent après un levurage. Commence alors le travail d'extraction des polyphénols (tanins, anthocyanes) et autres éléments qualitatifs du raisin (polysaccharides etc.). L'extraction se faisait par pigeage, opération qui consiste à enfoncer le chapeau de marc dans le jus en fermentation à l'aide d'un outil en bois ou aujourd'hui d'un robot pigeur hydraulique. Plus couramment, l'extraction est conduite par des remontages, opération qui consiste à pomper le jus depuis le bas de la cuve pour arroser le chapeau de marc et ainsi lessiver les composants qualitatifs du raisin. Les températures de fermentation alcoolique peuvent être plus ou moins élevées suivant les pratiques de chaque vinificateur avec une moyenne générale de 28 à 35 degrés au maximum de la fermentation. La chaptalisation est réalisée si le degré naturel est insuffisant : cette pratique est réglementée. À l'issue de la fermentation alcoolique suit l'opération de décuvage qui donne le vin de goutte et le vin de presse. La fermentation malolactique se déroule après mais est dépendante de la température. Le vin est soutiré et mis en fût ou cuve pour son élevage. L'élevage se poursuit pendant plusieurs mois (12 à 24 mois) puis le vin est collé, filtré et mis en bouteilles.

### Terroir et vins

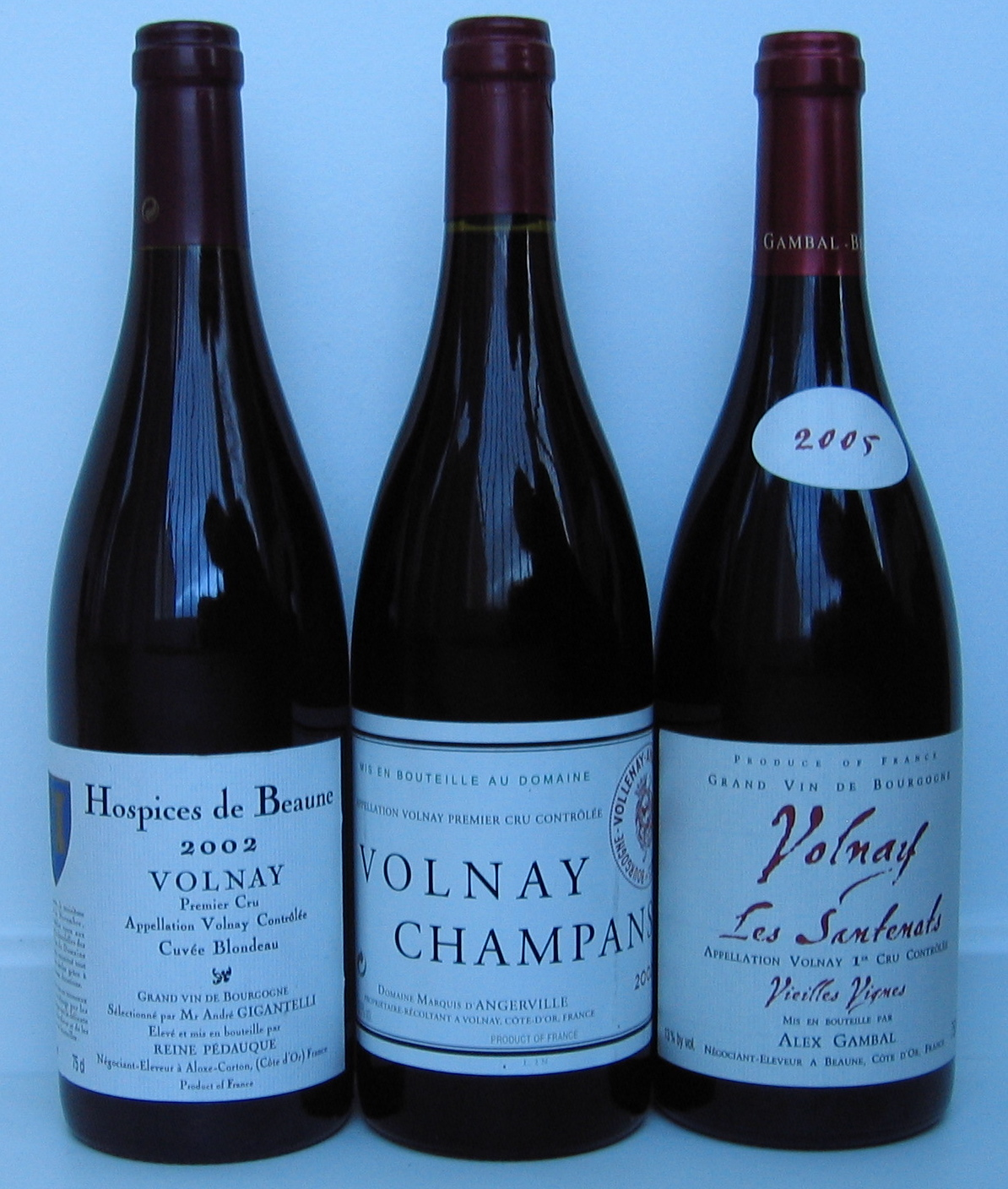
Trois bouteilles de volnay.

Les volnays sont traditionnellement qualifiés de féminins, surtout en comparaison avec les pommards. Tous les volnay ont une robe rubis, avec un nez et une bouche différents selon le producteur : la plupart sont sur le fruit rouge (groseille, cerise) acidulé, tandis que certains sont plus corsés, austères dans leur jeunesse puis développant avec l'âge des épices douces (cannelle, réglisse) et du gibier (musc).

### Gastronomie, garde et température de service
Certains volnay doivent attendre 10 à 20 ans avant de s'ouvrir complètement, selon les millésimes et les producteurs. Il se sert entre 14 et 18 °C. 

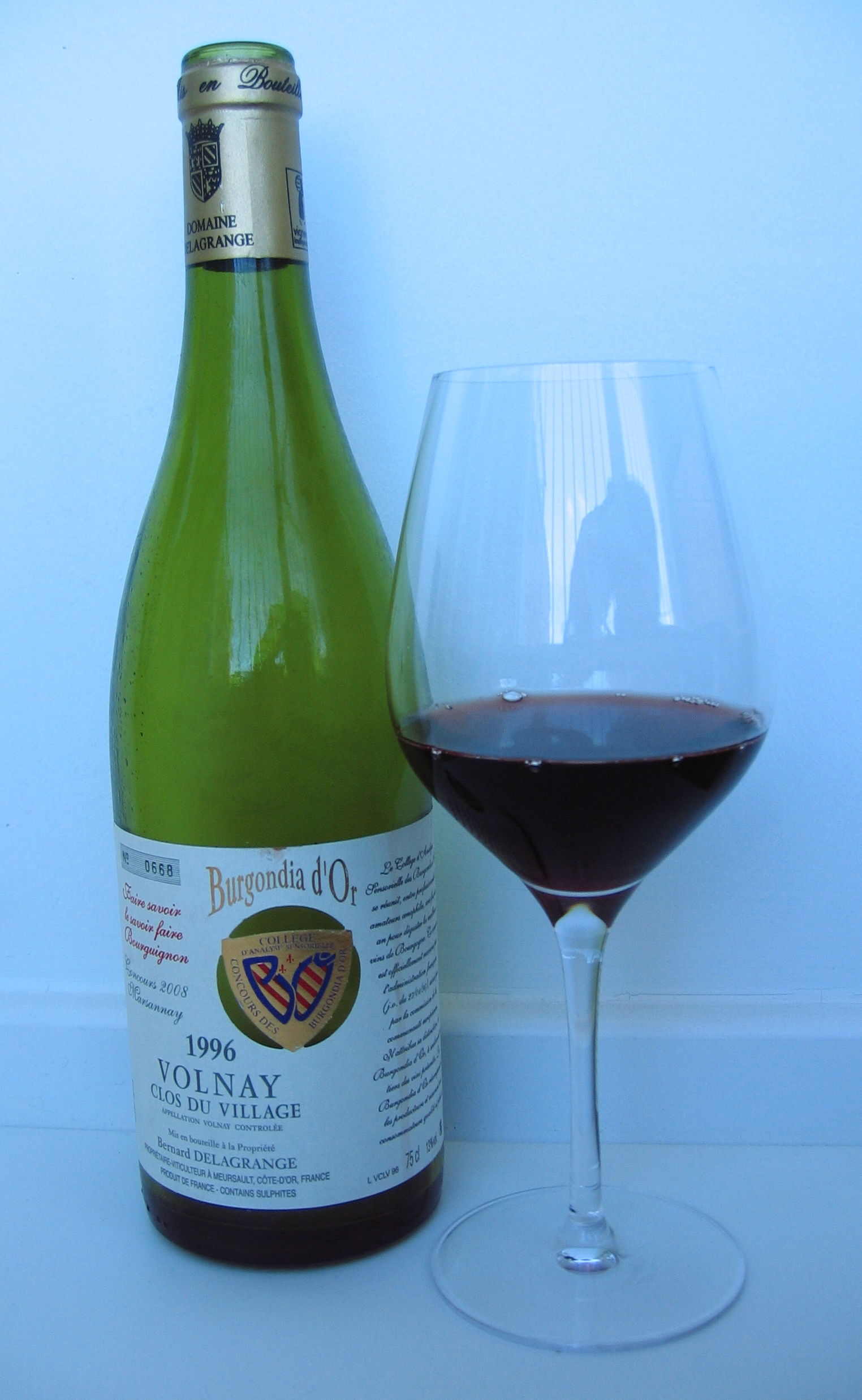
Bouteille de volnay avec un verre.
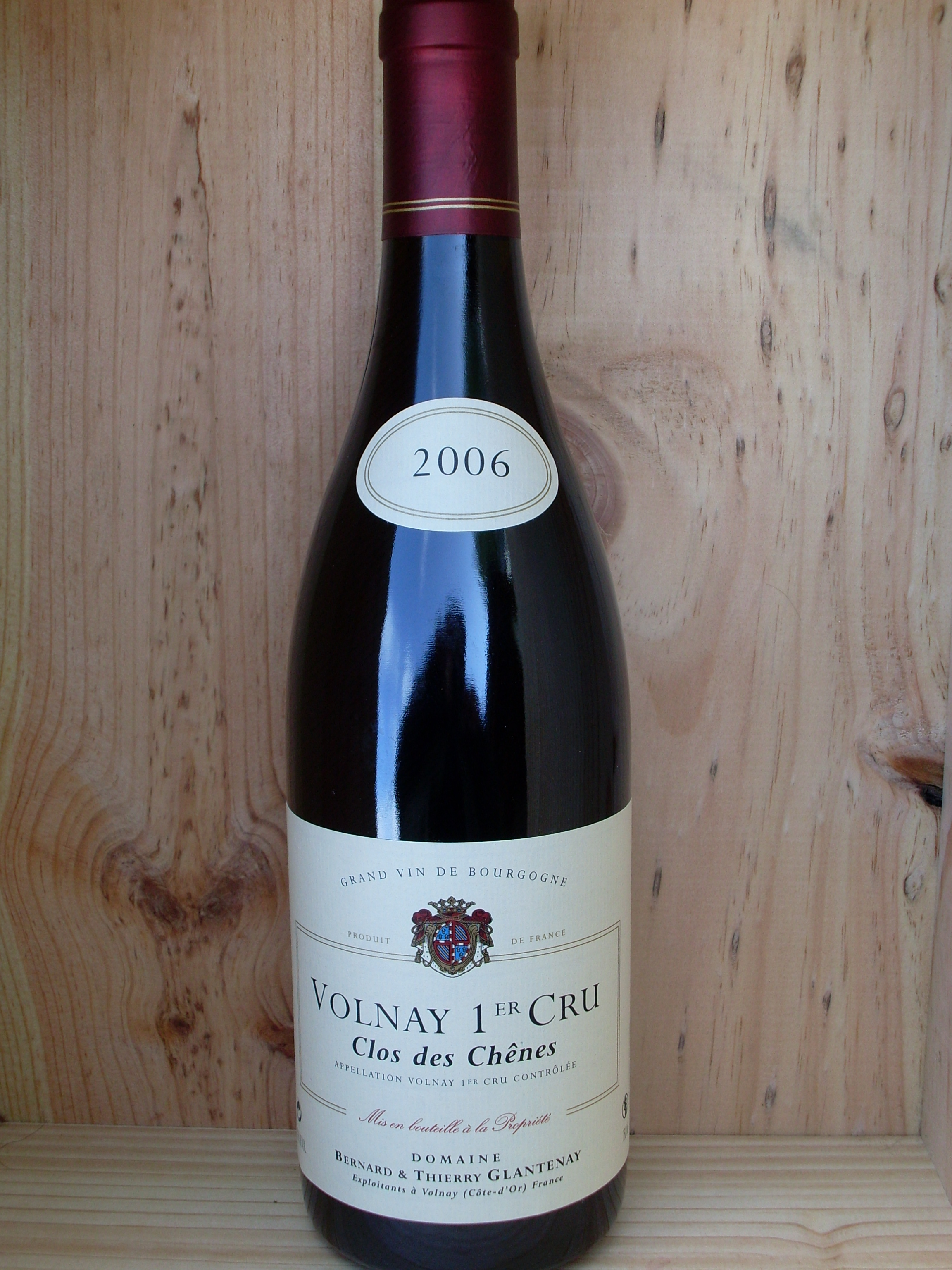
Bouteille de volnay premier cru Clos des Chênes.
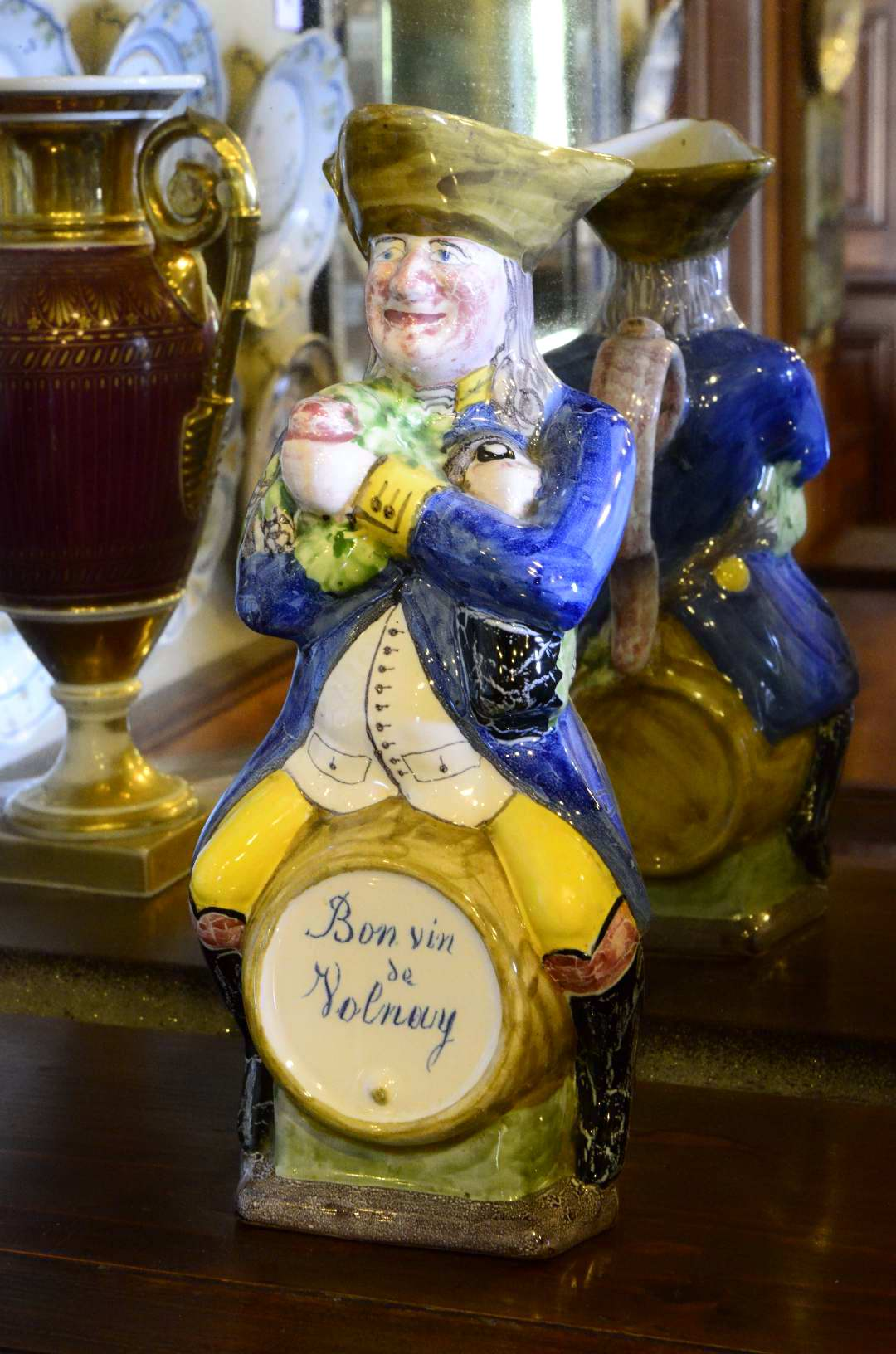
céramique vantant le vin de Volnay

## Économie

### Structure des exploitations

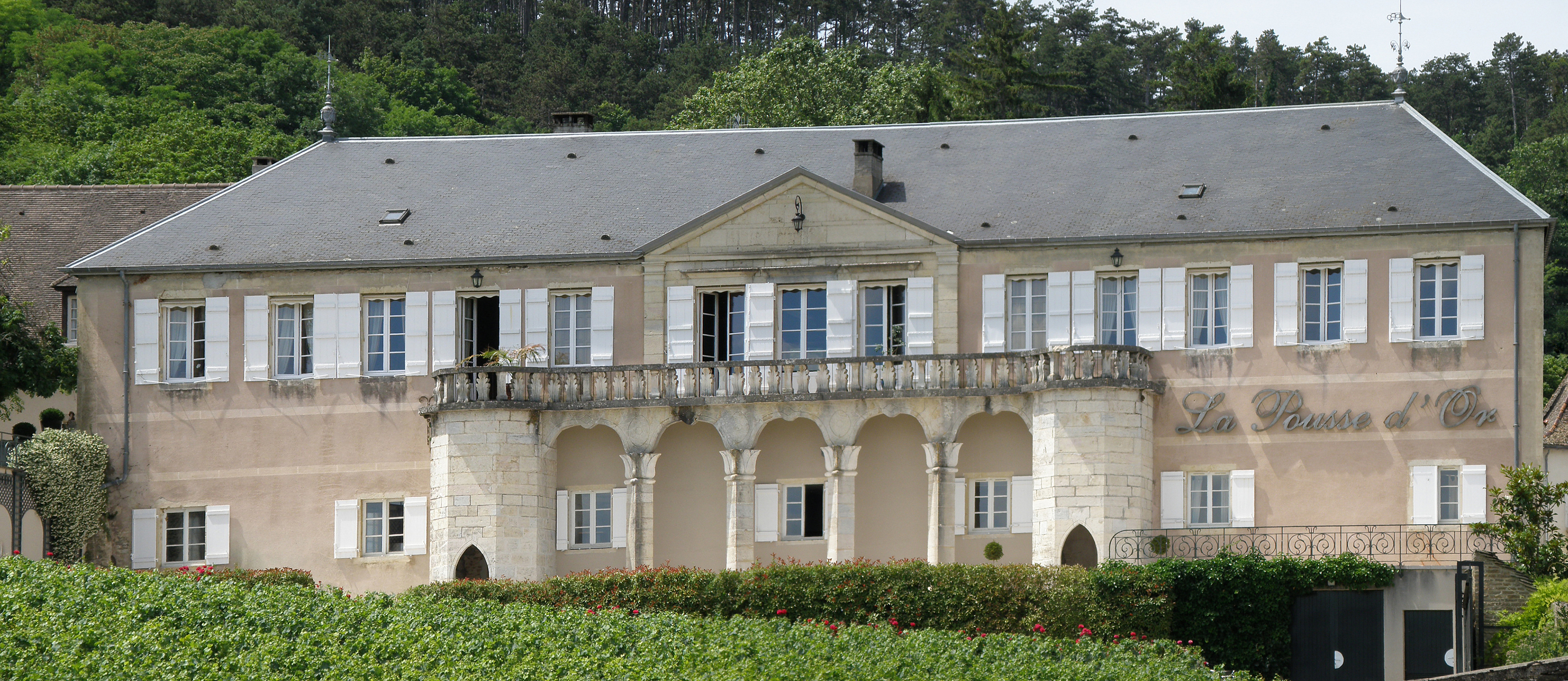
Domaine de la Pousse d’or à Volnay.

Il existe des domaines de tailles différentes. Ces domaines mettent tout ou une partie de leurs propres vins en bouteilles et s'occupent aussi de le vendre. Les autres, ainsi que ceux qui ne vendent pas tous leurs vins en bouteilles, les vendent aux maisons de négoce.
Les maisons de négoce achètent leurs vins, en général, en vin fait (vin fini) mais parfois en raisin ou en moût. Elles achètent aux domaines et passent par un courtier en vin qui sert d'intermédiaire moyennant une commission de l'ordre de 2 % à la charge de l'acheteur.

### Commercialisation
La commercialisation de cette appellation se fait par divers canaux de vente : dans les caveaux du viticulteur, dans les salons des vins (vignerons indépendants, etc.), dans les foires gastronomiques, par exportation, dans les cafés-hôtels-restaurants (CHR), dans les grandes et moyennes surfaces (GMS).